# Светско првенство у скоковима у воду 2017 — даска 3 м синхронизовано за мушкарце
Такмичење у скоковима у воду за мушкарце у дисциплини даска 3 метра синхронизовано на Светском првенству у скоковима у воду 2017. одржано је 15. јул 2017. године као део програма Светског првенства у воденим спортовима. Такмичења су се одржала у базену Дунав арене у Будимпешти (Мађарска).
Учестовао је укупно 21 пар из 21 земље (42 такмичара). Титулу светских првака освојио је руски пар Кузњецов − Захаров који је тријумфовао са 450,30 бодова, испред кинсеког пара Цао Јуен − Сје Сији и Украјинаца Колодија и Кваше.

## Освајачи медаља
|                                          | Резултат |                            | Резултат |                                     | Резултат |
|                                          |          |                            |          |                                     |          |
| Русија · Јевгениј Кузњецов · Иља Захаров | 352,98   | Кина · Цао Јуен · Сје Сији | 323,28   | Украјина · Олег Колодиј · Иља Кваша | 318,12   |

## Резултати
Такмичење је одржано 15. јуна, квалификације у преподневним часовима (од 10:00), а финале у вечерњем делу програма од 18:30 часова.
| ПЛ. | Репрезентација   | Скакачи                             | Квалификације | Квалификације | Финале            | Финале            |
| ПЛ. | Репрезентација   | Скакачи                             | Бодови        | Плас.         | Бодови            | Плас.             |
| --- | ---------------- | ----------------------------------- | ------------- | ------------- | ----------------- | ----------------- |
|     | Русија           | Јевгениј Кузњецов Иља Захаров       | 436,86        | 2.            | 450,30            | 1.                |
| 2   | Кина             | Цао Јуен Сје Сији                   | 438,84        | 1.            | 443,40            | 2.                |
| 3   | Украјина         | Олег Колодиј Иља Кваша              | 398,91        | 6.            | 429,99            | 3.                |
| 04. | Велика Британија | Џек Ло Крис Мирс                    | 401,88        | 5.            | 418,20            | 4.                |
| 05. | Немачка          | Стефан Фек Патрик Хауздинг          | 397,65        | 7.            | 415,35            | 5.                |
| 06. | Сједињене Државе | Сем Дорман Мајкл Хиксон             | 410,10        | 3.            | 409,05            | 6.                |
| 07. | Mексико          | Родриго Дијего Адан Зуњига          | 383,88        | 10.           | 397,17            | 7.                |
| 08. | Јужна Кореја     | Ким Јоннам Ву Харам                 | 378,75        | 8.            | 396,90            | 8.                |
| 09. | Канада           | Филип Гање Франсоа Имбо-Дулак       | 404,43        | 4 .           | 390,06            | 9.                |
| 10. | Mалезија         | Чев Јивеј Ој Це Љанг                | 384,69        | 9.            | 370,77            | 10.               |
| 11. | Италија          | Габријел Аубер Лоренцо Марсаља      | 374,40        | 12.           | 368,64            | 11.               |
| 12. | Aустралија       | Метју Картер Кевин Чавез            | 377,91        | 11.           | 357,33            | 12.               |
| 13. | Шпанија          | Николас Гарсија Ектор Гарсија       | 372,30        | 13.           | Нису се пласирали | Нису се пласирали |
| 14. | Швајцарска       | Гијом Дутоа Симон Рикхоф            | 369,45        | 14.           | Нису се пласирали | Нису се пласирали |
| 15. | Пољска           | Кацпер Лесјак Анджеј Жешутек        | 351,93        | 15.           | Нису се пласирали | Нису се пласирали |
| 16. | Белорусија       | Јевгениј Караљов Микита Ткачов      | 341,01        | 16.           | Нису се пласирали | Нису се пласирали |
| 17. | Сингапур         | Марк Ли Тимоти Ли                   | 335,52        | 17.           | Нису се пласирали | Нису се пласирали |
| 18. | Колумбија        | Алехандро Аријас Себастијан Моралес | 326,79        | 18.           | Нису се пласирали | Нису се пласирали |
| 19. | Грузија          | Сандро Меликидзе Торнике Оникашвили | 316,14        | 19.           | Нису се пласирали | Нису се пласирали |
| 20. | Чиле             | Дијего Каркин Донато Неглија        | 295,23        | 20.           | Нису се пласирали | Нису се пласирали |
| 21. | Макао            | Леј Вај Шинг Леонг Кам Чеонг        | 274,17        | 21.           | Нису се пласирали | Нису се пласирали |